# Stora Småsjön, Södermanland
Stora Småsjön är en sjö i Södertälje kommun i Södermanland och ingår i Trosaåns huvudavrinningsområde. Sjöns area är 0,023 kvadratkilometer och den befinner sig 61 meter över havet.